# Антоніо Мікель Тріза
Антоніо Мікель Тріза(італ.Antonio Michele (Antonello) Trizza,11 липня 1956,Мартіна-Франка)—Італійський політик, адвокат, самоурядовець, парламентар, Депутат Європейського парламенту.

## Біографія
Юрист за освітою,Член національної партії італійського громадського руху,потім приєднався до Національного альянсу.З 1994 по 1995 роки Депутат Європейського парламенту, він працював в Комітеті з економічних і валютних питань та промислової політики.Був радником міста Сан-Віто-деі-Норманні, за деякими умовами він служив як мер міста у 2005—2010. У 2011 році він приєднався до партії Майбутнє і свобода для Італії.